# Nicole Beutler
Nicole Beutler (München, 1969) is een Nederlandse theaterproducent. 
Beutler studeerde Beeldende Kunst aan de kunstacademies van Münster en München. Aansluitend studeerde zij aan de School voor Nieuwe Dansontwikkeling van de Amsterdamse Hogeschool voor de Kunsten (AHK). 
In 2009 richtte ze haar eigen gezelschap op, het Nicole Beutler Projects, via de Stichting NB. Naast voorstellingen creëert Nicole Beutler o.a. performanceprojecten, kunstinstallaties, festivals en summer academies. 
In 2018 won zij de Gieskes-Strijbis Podiumprijs.
In 2019 bracht Beutler samen met componist Gary Shepherd de dansopera 8: Metamorphosis.
Beutler maakte in 2019 de voorstelling Our House Is On Fire, waarin de klimaatcrisis als thema werd gebruikt. Hierna besloot Beutler om dit thema verder vorm te geven in een trilogie: Rituals of Transformation (Towards a New Humanity). De eerste voorstelling uit deze serie betrof GINKGO or: 56 million years ago there were palm trees on the North Pole (2022), een jaar later gevolgd door ATMEN (evolution is silently unfolding).

## Voorstellingen
- 1998: Schneewalzer
- 1999: Twin-Set

- 2000: No Name Twice
- 2000: Love Themes
- 2002: Peak Performance
- 2002: Sonntag
- 2003: Several species of small furry animals…
- 2005: The exact position of things
- 2004: U bevindt zich hier
- 2006: Enter Ghost
- 2007: The Sensation is Real
- 2007: The Uncertainty Principle
- 2007: Les Sylphides
- 2008: Lost is My Quiet Forever
- 2009: 1: Songs
- 2010: 2: Dialogue With Lucinda
- 2011: 3: The Garden
- 2013: One on One
- 2015: The Big Unknown and a Bit of Nature and Everything Else On My List of Things To Do
- 2016: 6: The Square
- 2017: 7: Triple Moon
- 2018: Still Life in the City
- 2022: microcosm
- 2022: GINKGO or: 56 million years ago there were palm trees on the North Pole
- 2023: ATMEN (evolution is silently unfolding)

## Samenwerkingen
- 2010: Diamond Dancers – Dansfilm ism Helena Muskens & Quirine Racké
- 2011: PIECE ism Frascati
- 2012: Cadavre Exquis ism Kassys
- 2012: Antigone, ism Ulrike Quade Company
- 2012: SHIROKURO ism Tomoko Mukaiyama Foundation
- 2013: 4: Still life ism Theater Malpertuis
- 2014: 5: Echo ism ICKAmsterdam
- 2014: Liefdesverklaring ism Magne van den Berg & fABULEUS Leuven
- 2017: Dido Dido ism Silbersee & Ulrike Quade Company
- 2018: Role Model ism DOX
- 2018: Liefdesverklaring voor altijd ism Magne van den Berg & Het Zuidelijk Toneel
- 2019: 8: METAMORPHOSIS ism O.festival. Music. Theatre
- 2020: Still Life on the Island - dansfilm, ism Oerol, Terschelling
- 2020: OUR HOUSE IS ON FIRE ism Norrdans, Zweden

## Onderscheidingen
- 2004: Publieksprijs voor several species of small furry animals… (Rocket Clip festival)
- 2010: VSCD Mimeprijs voor 1: SONGS[5]
- 2011: Silver Award for Best Performance voor 1: SONGS (International Festival of Liberal Theater 2012, Amman, Jordanië)
- 2014: VSCD- Nominatie Zwaan, beste dansvoorstelling van het afgelopen seizoen voor SHIROKURO
- 2014: Dioraphte Dansprijs voor SHIROKURO[6]
- 2016: Nominatie Amsterdam Prijs voor de Kunst
- 2018: Gieskes-Strijbis Podiumprijs voor Beutler’s diverse oeuvre
- 2021: VSCD - Nominatie Zwaan, beste dansvoorstelling van het afgelopen seizoen voor 8: METAMORPHOSIS
- 2021: MusicTheatreNow prijs en VSCD Mimeprijs voor 8: METAMORPHOSIS